# Cenchrus
Cenchrus es un género de plantas herbáceas perteneciente a la familia de las poáceas. Es originario de las regiones templadas y tropicales del globo.

## Descripción
Son plantas anuales o perennes, cespitosas o rizomatosas; plantas polígamas. Lígula una membrana ciliolada; láminas lineares, aplanadas. Inflorescencia una espiga terminal en zigzag de cipselas erizadas espinosas o más o menos recta de fascículos cerdosos desarticulándose como una unidad; espinas y cerdas cilíndricas o aplanadas, en general retrorsamente escabrosas, a veces antrorsamente escabrosas; cipselas erizadas y los fascículos con 1–7 espiguillas retenidas adentro permanentemente, las espiguillas ocultas casi completamente en las cipselas erizadas o visibles en los fascículos; espiguillas comprimidas dorsalmente, con 2 flósculos; glumas membranáceas, la inferior corta, la superior más de la 1/2 de la longitud de la espiguilla; lema inferior tan larga como la espiguilla o más corta; flósculo inferior estéril o estaminado, flósculo superior rígido; lodículas ausentes o 2; anteras 3; estilos 1 o 2. Fruto una cariopsis; embrión 1/3–9/10 la longitud de la cariopsis; hilo punteado o elíptico.

## Importancia económica
Son especies de malezas: C. biflorus, C. clandestinus, C. brownii, C. ciliaris, C. echinatus, C. incertus, C. longispinus, C. myosuroides, C. pauciflorus y C. tribuloides. Forrajes cultivados: C. ciliaris (resistentes a la sequía, tolerante al pastoreo intensivo),  C. purpureus y C. setiger. Cultivo de grano: C. americanus. Importantes especies de pastos nativos: C. biflorus, C. ciliaris, C. pennisetiformis y C. setigerus.

## Taxonomía
El género fue descrito por Carlos Linneo y publicado en Species Plantarum 2: 1049, en 1753. La especie tipo es: Cenchrus echinatus L.
Etimología
Cenchrus: nombre que deriva del griego antiguo κεγκρός (kegchrós) para el mijo o millo (Panicum miliaceum), o cualquier planta de granos pequeños.
Citología
El número cromosómico básico del género es x = 9 Y 12, con números cromosómicos somáticos de 2n = 34, 35, 36, 40, 44, 45 y 68, ya que hay especies diploides y una serie poliploide. Cromosomas relativamente «pequeños».

## Especies
- Cenchrus agrimonioides Trin., 1826
- Cenchrus americanus (L.) Morrone, 2010
- Cenchrus biflorus Roxb., 1820
- Cenchrus brownii Roem. & Schult., 1817
- Cenchrus caliculatus Cav., 1799
- Cenchrus ciliaris L., 1771
- Cenchrus clandestinus (Hochst. ex Chiov.) Morrone, 2010
- Cenchrus distichophyllus Griseb.,1866
- Cenchrus echinatus L., 1753
- Cenchrus elymoides F.Muell., 1873
- Cenchrus gracillimus Nash, 1895
- Cenchrus incertus M.A.Curtis, 1837
- Cenchrus longisetus M.C.Johnst., 1963
- Cenchrus longispinus (Hack.) Fernald, 1943
- Cenchrus mitis Andersson, 1864
- Cenchrus multiflorus J.Presl, 1830
- Cenchrus myosuroides Kunth, 1816
- Cenchrus palmeri Vasey, 1889
- Cenchrus pennisetiformis Steud., 1854
- Cenchrus purpureus (Schumach.) Morrone, 2010
- Cenchrus pilosus Kunth, 1816
- Cenchrus platyacanthus Andersson, 1854
- Cenchrus prieurii (Kunth) Maire, 1931
- Cenchrus robustus R.D.Webster, 1987
- Cenchrus setaceus (Forssk.) Morrone, 2010
- Cenchrus setiger Vahl, 1806
- Cenchrus somalensis Clayton, 1977
- Cenchrus spinifex Cav., 1799
- Cenchrus tribuloides L., 1753[6][7]